# 大天使ラファエルとトビアス、聖ニコラウス、聖ヤコブ
『大天使ラファエルとトビアス、聖ニコラウス、聖ヤコブ』（だいてんしラファエルとトビアス・せいニコラウス・せいヤコブ、伊: Arcangelo Raffaele con Tobiolo tra i santi Nicolò e Giacomo Maggiore, 英: The Archangel Raphael with Saints James the Great and Nicholas）は、イタリアのルネサンス期のヴェネツィア派の画家チーマ・ダ・コネリアーノが1513年ごろに制作した絵画である。油彩。主題は『旧約聖書』外典の｢トビト書｣で語られているトビトの子トビアスと大天使ラファエルの物語から取られている。現在はヴェネツィアのアカデミア美術館に所蔵されている。

## 主題
アッシリア捕囚の時代、アッシリアのニネヴェに住むユダヤ人の中にナフタリ族出身のトビトという男がいた。彼は盲目になったとき、息子トビアスを遠方のメディアまで使いに出すため、息子に案内してくれる人を探して来るように言った。トビアスが案内役を探しに行くとトビトの親戚を名乗る男と出会い、案内役を買って出た。この人物は信仰の厚いトビトを癒すために神が遣わした大天使ラファエルであった。そこでトビアスは相手が天使だとは気づかずに犬を連れて旅に出た。彼らがティグリス川のほとりで野宿したとき、1匹の魚が水面から飛び上がった。トビアスはラファエルに促されて魚を捕まえ、その腹を開き、心臓と肝臓、胆嚢を取り出して取っておき、残りを焼いて食べた。ラファエルによると、心臓と肝臓は火で炙るとその煙で悪霊を追い払うことができ、胆嚢は眼病を癒すことができるという。その後、トビアスはエクバタナの女サラに取りついていた悪魔アスモデウスを魚の心臓と肝臓を炙った煙で追い払って、彼女と結婚した。またニネヴェに帰ると、魚の胆嚢の胆汁で父の目を癒した。

## 作品

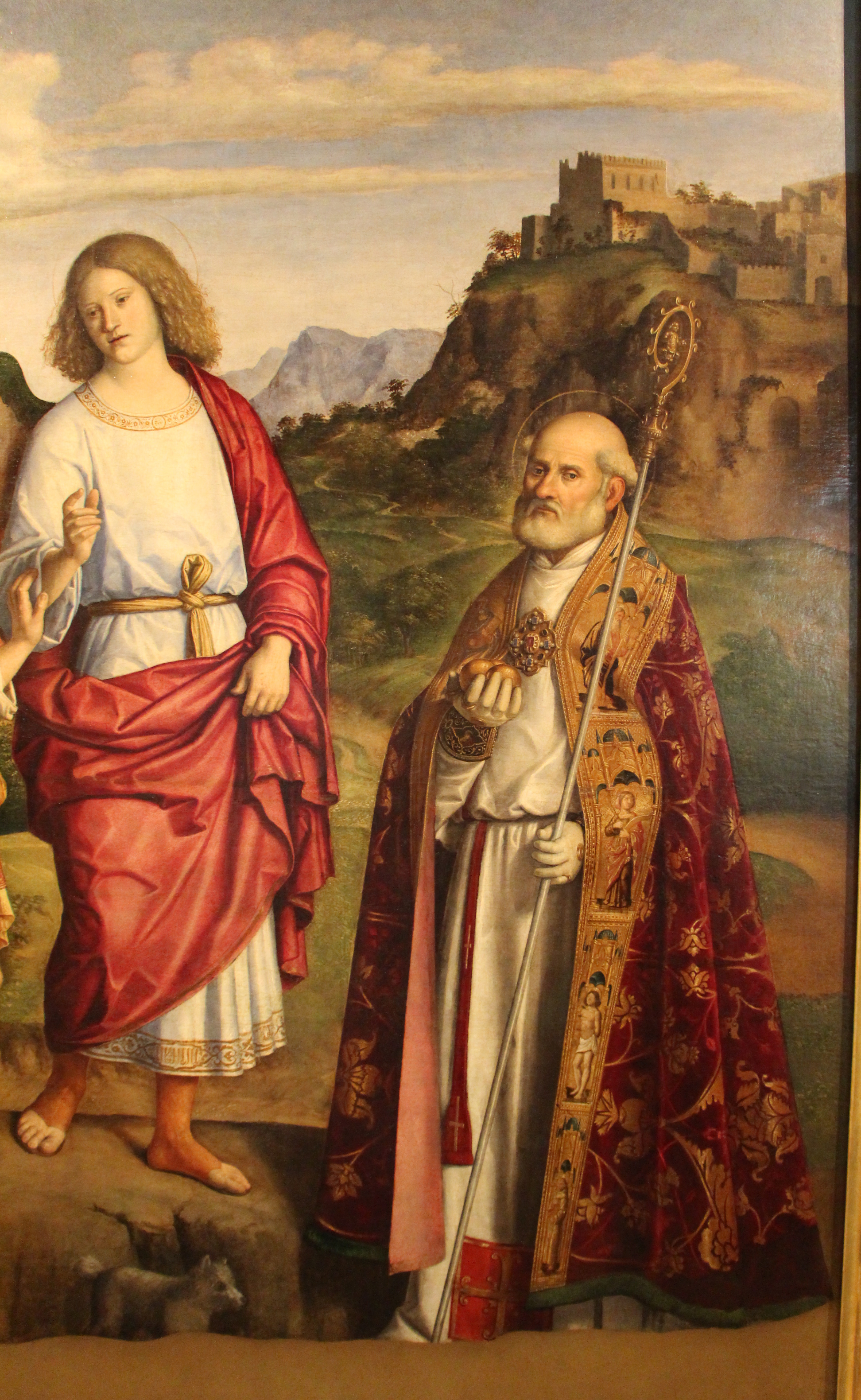
画面右に描かれた大天使ラファエルと聖ニコラウス。背後の高い山には城壁のある都市が描かれている。

トビアスは案内役のラファエルとともに道のそばに横たわる平らな岩の上を歩いている。トビアスは右手に1匹の大きな魚を吊り下げており、失明に悩む父のために、奇跡的な治癒をもたらす魚の胆嚢を持ち帰ろうとしている。画面の最も中心的な場所に三角形の形で配置されているのはこの2人である。また《トビアスと天使》の主題を描いた絵画としては珍しいことに、彼らの両脇に聖ヤコブと聖ニコラウスが描かれており、ある種の聖会話を思わせる構図となっている。画面左に立っている聖ヤコブ（いわゆる大ヤコブ）は十二使徒の1人で、裕福な漁師ゼベダイの子であり、福音書記者の聖ヨハネと兄弟である。彼は巡礼の杖を片手に赤い表紙の本を開いて読んでいる。画面右に立っているのはミュラの司教であった聖ニコラウスである。聖ニコラウスは赤い祭服を身にまとい、左手に司教杖を、右手には3個の黄金の球を持っている。この黄金の球はおそらくヤコブス・デ・ウォラギネの『黄金伝説』で語られている、貧しい貴族の3人の娘を助けるために、3夜連続で黄金を詰め込んだ袋を窓から投げ入れたという伝説と関係がある。こうした主題ないし構図の異質さは、おそらく発注主の意向によるもので、絵画が設置されたサンタ・マリア・デッラ・ミゼリコルディア修道院に保管されている聖ニコラウスの聖遺物と、同修道院の主要な守護聖人の1人である聖ヤコブに敬意を表したためと考えられている。
背景に描かれた風景の描写は卓越しており、チーマが愛着を持っていた故郷コネリアーノを見出すことが可能である。チーマは風景の諸要素に象徴的な意味を与えている。たとえば画面右の高い山や画面左の遠景の低い山の頂に建設された城壁を備えた都市、道、緑豊かな草原や、木々は、聖母マリアを暗示してる。また対照的な葉を茂らせた木と枯れた木はキリストの救済を暗示している（Battisti, 1980年）。画面左の遠景の城壁のある都市はコネリアーノ城とされる。チーマのサインはトビアスの足元の岩の上に落ちているカルトゥーシュに書き込まれている。

## 来歴
もともと絵画はサンタ・マリア・デッラ・ミゼリコルディア大同信会に隣接するサンタ・マリア・デッラ・ミゼリコルディア修道院に所蔵されていた。絵画は早くも1581年に人文主義者フランチェスコ・サンソヴィーノによって記録された。画家・著述家のマルコ・ボスキーニによると本作品は修道院の院長室につながる扉の上に設置されていた（1664年）。その後、ザネッティ（Zanetti）は絵画が修道院左側の第一祭壇に設置されていたと記録している（1771年）。1827年、ミゼリコルディア修道院の所有者であり支援者であったモーロ・リン家出身の修道院長ジローラモ・モーロ・リン（Girolamo Moro Lin）は、作品の保存状態に悪影響をおよぼしていた修道院の劣悪な環境を改善すべく、修道院の修繕費用を調達するために本作品を売却した。絵画を買い取ったのは商人のジョヴァンニ・デ・マルティーニ（Giovanni de Martini）であり、購入金額は120ゼッキーノであった。その翌年、絵画の輸出および販売価格に関するアカデミア美術館の委員会報告において、異論はあったにせよ、損傷と加筆の多さにもかかわらずチーマの最も優れた絵画の1つとして輸出に反対する結論が出された。その後、絵画は長期にわたる裁判ののちの1839年に修道院次長ピエトロ・ピアントン（Pietro Pianton）によって買い戻された。1868年に修道院が廃止されると、修道院から美術品が不法に持ち出されることへの恐れから、モーロ・リン家とデマニオ家が美術品の所有を巡って争った。絵画はその間アカデミア美術館に寄託された。最終的に絵画は1884年にイタリア政府によって取得され、アカデミア美術館に収蔵された。1882年と1962年に板からキャンバスへの支持体の変更が行われた。

## 修復
絵画の保存状態は決して良くはなく、特に画面下約15cmの部分と画面左側の広範囲にわたって後代の加筆が施されていた。この加筆は1962年の修復で除去されている。その結果、加筆部分の下からトビアスとともに旅をした犬の図像が発見された。また画面の下辺に沿って絵具層が完全に剥落しているほか、右縁や旧支持体の6枚の板の接合部分などに絵具層やあるいは漆喰の下塗りが失われた箇所があることも確認された。

## ギャラリー

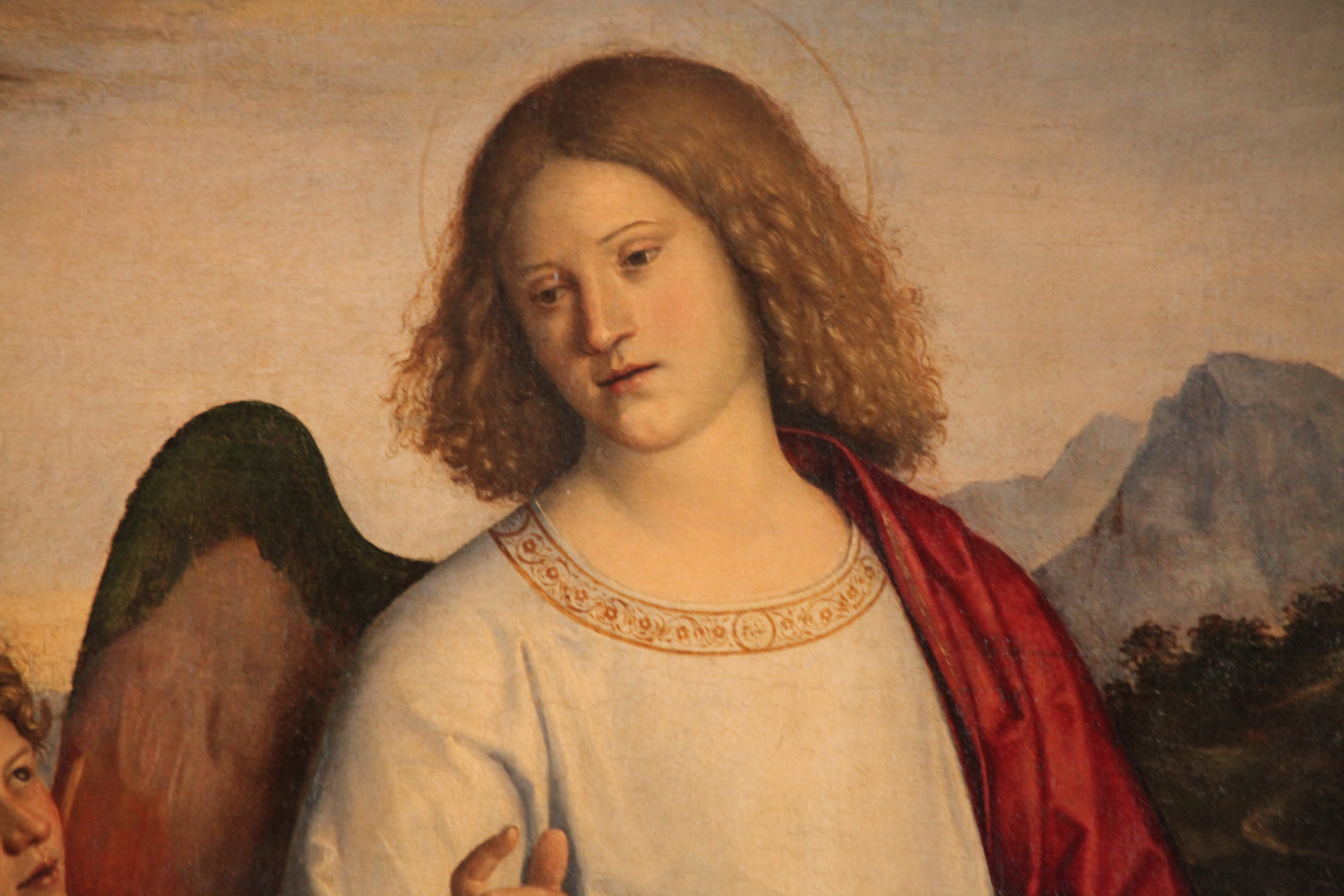
大天使ラファエル（ディテール）
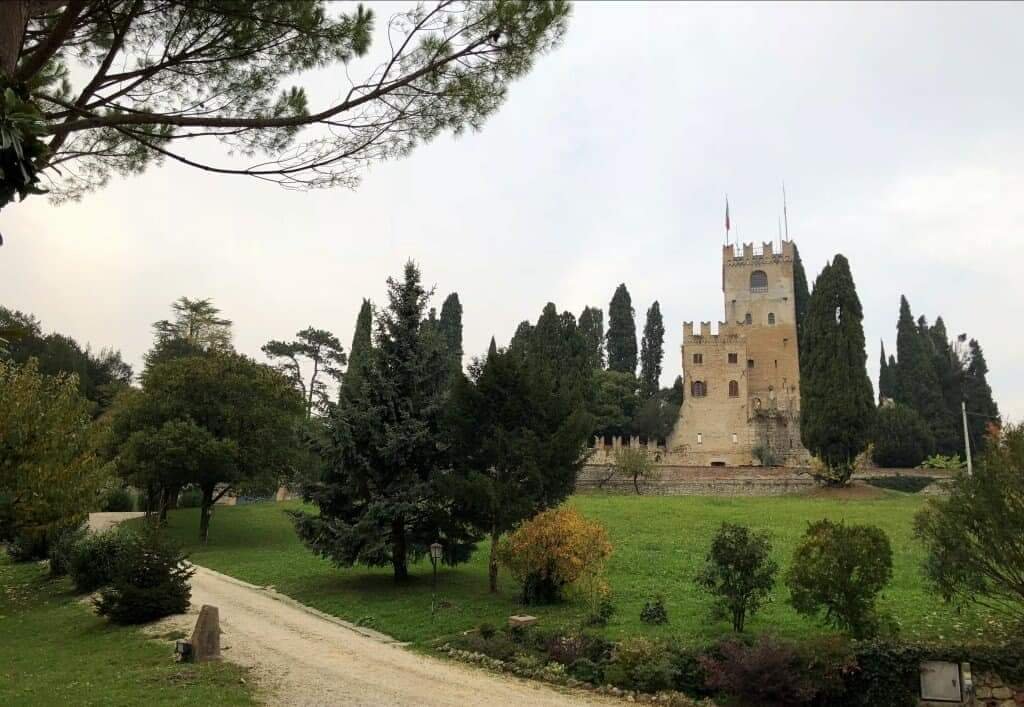
絵画に描かれたコネリアーノ城（イタリア語版）
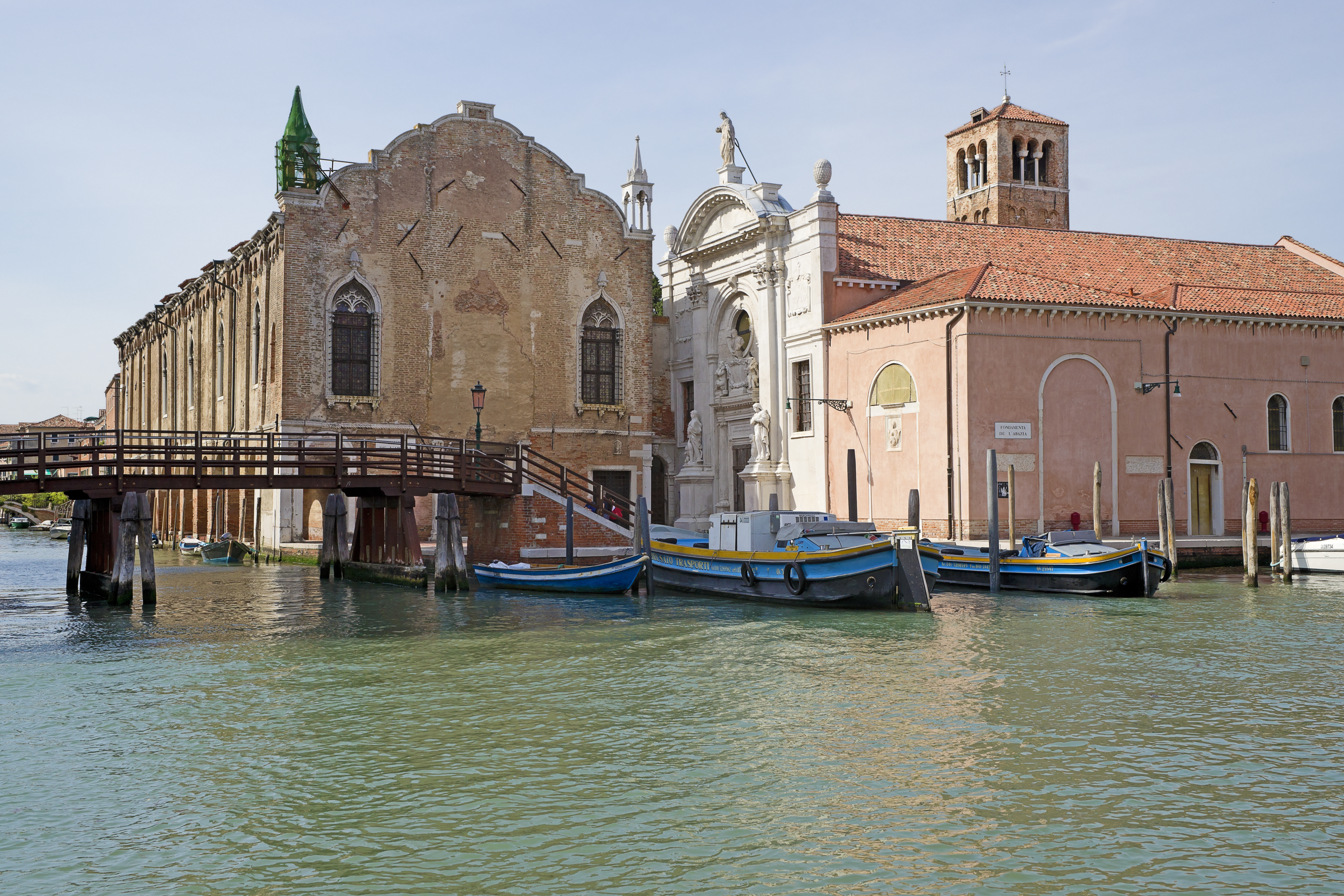
サンタ・マリア・デッラ・ミゼリコルディア修道院教会（英語版）（右側）